# Kreenutholma
Kreenutholma (Grenutholmen) är en ö i Finland. Den ligger i Bottenhavet och i kommunen Björneborg i den ekonomiska regionen  Björneborgs ekonomiska region i landskapet Satakunta, i den sydvästra delen av landet. Ön ligger omkring 27 kilometer nordväst om Björneborg och omkring 250 kilometer nordväst om Helsingfors.
Öns area är 4 hektar och dess största längd är 310 meter i sydöst-nordvästlig riktning.